# 관대두무로
관대두무로(Gwandaedumu-ro)는 강원도 인제군 남면 남전교차로와 양구군 국토정중앙면 청리를 잇는 강원도의 도로이다. 인제군 관대리, 양구군 두무리의 지명을 따서 지어졌다. 산악지형의 영향으로 경사와 곡선구간이 많다.

## 노선
- 남전교차로 (설악로)
- 38대교
- 양구군, 인제군 경계 (7.3km지점)
- 두무2교, 자월교, 두무1교, 두무교
- 두무동고개
- 원동지골(청3리)교차로 (삼팔선로)